# 車両系建設機械運転者
車両系建設機械運転者（しゃりょうけいけんせつきかいうんてんしゃ）は、労働安全衛生法の定めにより就業制限の課されている一定の車両系建設機械について、各種の技能講習又は特別教育を修了する等により、それらの運転又は操作を行うことを認められた作業者のことをいう。

## 運転できる車両系建設機械
| 建設機械 | 要求資格                                                                   | 要求資格 |
| --- | -------------------------------------------------------------------------- | --- |
| ブル・ドーザー、モーター・グレーダー、トラクター・ショベル、ずり積機、スクレーパー、スクレープ・ドーザー、パワー・ショベル、ドラグ・ショベル、ドラグライン、クラムシェル、バケット掘削機、トレンチャー、ミニショベル、油圧ショベル、大型油圧ショベル、ホイールローダーなど | 機体重量 3t以上                                                            | - 車両系建設機械（整地・運搬・積込み用及び掘削用）運転技能講習 - 1級建設機械施工技術検定（実地試験においてトラクター系建設機械操作施工法若しくはショベル系建設機械操作施工法を選択した者に限る） - 2級建設機械施工技術検定(第1種若しくは第2種又は第3種） - 職業能力開発促進法に基づく建設機械運転科の訓練修了者 |
| ブル・ドーザー、モーター・グレーダー、トラクター・ショベル、ずり積機、スクレーパー、スクレープ・ドーザー、パワー・ショベル、ドラグ・ショベル、ドラグライン、クラムシェル、バケット掘削機、トレンチャー、ミニショベル、油圧ショベル、大型油圧ショベル、ホイールローダーなど | 機体重量 3t未満                                                            | - 小型車両系建設機械（整地・運搬・積込み用及び掘削用）の運転の業務に係る特別教育 |
| ブレーカ（アタッチメント機械）など | 機体重量 3t以上                                                            | - 車両系建設機械（解体用）運転技能講習など - 1級建設機械施工技術検定（実地試験においてショベル系建設機械操作施工法を選択した者に限る） - 2級建設機械施工技術検定(第2種) |
| ブレーカ（アタッチメント機械）など | 機体重量 3t未満                                                            | - 小型車両系建設機械（解体用）の運転の業務に係る特別教育 |
| 鉄骨切断機、コンクリート圧砕機、解体用つかみ機など | 機体重量 3t以上                                                            | - 車両系建設機械（解体用）運転技能講習(平成25年7月１日以降の修了者)など |
| 鉄骨切断機、コンクリート圧砕機、解体用つかみ機など | 機体重量 3t未満                                                            | - 小型車両系建設機械（解体用）の運転の業務に係る特別教育 |
| くい打機、くい抜機、アース・ドリル、リバース・サーキュレーション・ドリル、せん孔機（チュービングマシンを有するものに限る。）、アース・オーガー、ペーパー・ドレーン・マシンなど                                                                                             | 機体重量 3t以上                                                            | - 車両系建設機械（基礎工事用）運転技能講習 - 1級建設機械施工技術検定（実地試験において基礎工事用建設機械操作施工法を選択した者に限る） - 2級建設機械施工技術検定(第6種) |
| くい打機、くい抜機、アース・ドリル、リバース・サーキュレーション・ドリル、せん孔機（チュービングマシンを有するものに限る。）、アース・オーガー、ペーパー・ドレーン・マシンなど                                                                                             | 機体重量 3t未満                                                            | - 小型車両系建設機械（基礎工事用）の運転の業務に係る特別教育 |
| 車両系建設機械の基礎工事用の作業装置の操作など | - 車両系建設機械（基礎工事用）の作業装置の操作の業務に係る特別教育         | - 車両系建設機械（基礎工事用）の作業装置の操作の業務に係る特別教育 |
| コンクリートポンプ車の作業装置の操作など | - 車両系建設機械（コンクリート打設用）の作業装置の操作の業務に係る特別教育 | - 車両系建設機械（コンクリート打設用）の作業装置の操作の業務に係る特別教育 |

## 区分
- 車両系建設機械（整地・運搬・積込み用及び掘削用）運転技能講習 - 機体重量3t以上を含めた全ての車両系建設機械（整地・運搬・積込み用及び掘削用）
- 小型車両系建設機械（整地・運搬・積込み用及び掘削用）の運転の業務に係る特別教育 - 機体重量3t未満
- 車両系建設機械（解体用）運転技能講習 - 機体重量3t以上を含めた全ての車両系建設機械（解体用）
- 小型車両系建設機械（解体用）の運転の業務に係る特別教育 - 機体重量3t未満
- 車両系建設機械（基礎工事用）運転技能講習 - 機体重量3t以上を含めた全ての車両系建設機械（基礎工事用）
- 小型車両系建設機械（基礎工事用）の運転の業務に係る特別教育 - 機体重量3t未満
- 車両系建設機械（基礎工事用）の作業装置の操作の業務に係る特別教育 - 基礎工事用建設機械で動力を用い、かつ、不特定の場所に自走できるものの作業装置の操作（車体上の運転者席における操作を除く）
- 車両系建設機械（コンクリート打設用）の作業装置の操作の業務に係る特別教育 - コンクリート打設用機械の作業装置の操作
- これまでコンクリート圧砕機、つかみ機、鉄骨切断機は、車両系建設機械に該当せず安衛法令は適用されなかったが、車両系建設機械（解体用）の対象に追加され、従来の（解体用）所持者も新たに猶予期間である平成27年4月までに受講しなければならない。

## 受講資格
- 満18歳以上

## 技能講習テキスト
- 技能講習は都道府県労働局長登録教習機関において行われる。講習科目や時間数は車両系建設機械（整地・運搬・積込み用及び掘削用）運転技能講習規程、車両系建設機械（解体用）運転技能講習規程、車両系建設機械（基礎工事用）運転技能講習規程それぞれに基づく。
- 学科・実技とも、修了試験が課せられる。
- 修了済みの特別教育の実務経験の有無などにより所要時間は異なる。

### 技能講習の種類とコース
- 車両系建設機械（整地・運搬・積込み用及び掘削用）運転技能講習(最大38時間)
  - 6時間‐車両系建設機械(解体用)技能講習修了者
  - 10時間‐建設機械施工技術検定1級又は2級第4種〜第6種合格者
  - 14時間
    - 大型特殊自動車運転免許所持者
    - 大型自動車、中型自動車、準中型自動車、普通自動車運転免許所持者で、小型系車両機械特別教育修了後、3か月以上の機体質量が3t未満の車両系建設機械の業務経験者

  - 18時間‐小型系車両機械特別講習修了後、6か月以上の機体質量3t未満の車両系建設機械の業務経験者
  - 34時間‐車両系建設機械(基礎工事用)技能講習修了者
  - 38時間‐上記以外
- 車両系建設機械（解体用）運転技能講習(最大38時間)
  - 3時間‐建設機械施工技術検定のうち、ショベル系1級、又は2級第2種合格者
  - 5時間‐車両系建設機械(整地・運搬・積み込み用及び掘削用)運転技能講習修了者
  - 11時間‐建設機械施工技術検定のうち、ショベル系・トラクタ系以外の1級、又は2級の第4種〜第6種合格者
  - 14時間
    - 大型特殊自動車運転免許所持者
    - 不整地運搬車技能講習修了者
    - 大型自動車、中型自動車、準中型自動車、普通自動車運転免許所持者で、小型系車両建設機械又は不整地運搬車特別教育修了後、3か月以上の該当機械の運転業務経験者

  - 18時間‐自動車免許非所持で、小型系車両建設機械又は不整地運搬車特別教育修了後、6か月以上の該当機械の運転業務経験者
  - 34時間‐車両系建設機械(基礎工事用)技能講習修了者
  - 38時間‐上記以外
- 車両系建設機械（基礎工事用）運転技能講習(最大39時間)
  - 9時間‐移動式クレーン運転士免許所有者
  - 21時間‐建設機械施工技術検定1級又は2級第1種〜第5種合格者
  - 25時間
    - 大型特殊自動車運転免許所持者
    - 車両系建設機械(整地・運搬・積込み用及び掘削用）、車両系建設機械(解体用)、不整地運搬車の何れかの技能講習修了者
    - 大型自動車、中型自動車、準中型自動車、普通自動車運転免許所持者のうち、小型系車両建設機械等の特別教育を修了後3か月以上の業務経験者

  - 29時間‐小型系車両建設機械等の特別教育を修了後、6か月以上の該当業務経験者
  - 39時間‐上記以外

### 講習科目
- 車両系建設機械（整地・運搬・積込み用及び掘削用）運転技能講習
  - 学科
    1. 走行に関する装置の構造及び取扱いの方法に関する知識（4時間）
    2. 作業に関する装置の構造、取扱い及び作業方法に関する知識（5時間）
    3. 運転に必要な一般的事項に関する知識（3時間）
    4. 関係法令（1時間）

  - 実技
    1. 走行の操作（20時間）
    2. 作業のための装置の操作（5時間）
- 車両系建設機械（解体用）運転技能講習
  - 学科
    1. 走行に関する装置の構造及び取扱いの方法に関する知識（4時間）
    2. 作業に関する装置の構造、取扱い及び作業方法に関する知識（5時間）
    3. 運転に必要な一般的事項に関する知識（3時間）
    4. 関係法令（1時間）

  - 実技
    1. 走行の操作（20時間）
    2. 作業のための装置の操作（4時間）

  - ※ 但し、車両系建設機械（整地・運搬・積込み用及び掘削用）運転技能講習を受けた者
    - 学科
      1. 作業に関する装置の構造、取扱い及び作業方法に関する知識（1時間）
      2. 運転に必要な一般的事項に関する知識（0.5時間）
      3. 関係法令（0.5時間）

    - 実技
      - 2.作業のための装置の操作（1時間）
- 車両系建設機械（基礎工事用）運転技能講習
  - 学科
    1. 走行に関する装置の構造及び取扱いの方法に関する知識（4時間）
    2. 作業に関する装置の構造、取扱い及び作業方法に関する知識（6時間）
    3. 運転に必要な一般的事項に関する知識（3時間）
    4. 関係法令（1時間）

  - 実技
    1. 走行の操作（10時間）
    2. 作業のための装置の操作及び合図（15時間）

  - ※但し、移動式クレーン運転士免許を受けた者
    - 学科
      - 2.作業に関する装置の構造、取扱い及び作業方法に関する知識（2時間）
      - 3.運転に必要な一般的事項に関する知識（1時間）
      - 4.関係法令（1時間）

    - 実技
      - 2.作業のための装置の操作及び合図（5時間）

## 特別教育
- 特別教育は各事業所（企業等）又は都道府県労働局長登録教習機関において行われる。
- 安全衛生特別教育規程（昭和47年労働省告示第92号）で規定された履修時間は小型車両系建設機械（整地・運搬・積込み用及び掘削用）と小型車両系建設機械（基礎工事用）が13時間（以上）、小型車両系建設機械（解体用）と車両系建設機械（コンクリート打設用）の作業装置が12時間（以上）、車両系建設機械（基礎工事用）の作業装置が9時間（以上）となっている。

### 講習科目
- 小型車両系建設機械（整地・運搬・積込み用及び掘削用）の運転の業務に係る特別教育
  - 学科
    1. 小型車両系建設機械（整地・運搬・積込み用及び掘削用）の走行に関する装置の構造及び取扱いの方法に関する知識（3時間）
    2. 小型車両系建設機械（整地・運搬・積込み用及び掘削用）の作業に関する装置の構造、取扱い及び作業方法に関する知識（2時間）
    3. 小型車両系建設機械（整地・運搬・積込み用及び掘削用）の運転に必要な一般的事項に関する知識（1時間）
    4. 関係法令（1時間）

  - 実技
    1. 小型車両系建設機械（整地・運搬・積込み用及び掘削用）の走行の操作（4時間）
    2. 小型車両系建設機械（整地・運搬・積込み用及び掘削用）の作業のための装置の操作（2時間）
- 小型車両系建設機械（解体用）の運転の業務に係る特別教育
  - 学科
    1. 小型車両系建設機械（解体用）の走行に関する装置の構造及び取扱いの方法に関する知識（2時間）
    2. 小型車両系建設機械（解体用）の作業に関する装置の構造、取扱い及び作業方法に関する知識（2時間）
    3. 小型車両系建設機械（解体用）の運転に必要な一般的事項に関する知識（1時間）
    4. 関係法令（1時間）

  - 実技
    1. 小型車両系建設機械（解体用）の走行の操作（4時間）
    2. 小型車両系建設機械（解体用）の作業のための装置の操作及び合図（2時間）
- 小型車両系建設機械（基礎工事用）の運転の業務に係る特別教育
  - 学科
    1. 小型車両系建設機械（基礎工事用）の走行に関する装置の構造及び取扱いの方法に関する知識（2時間）
    2. 小型車両系建設機械（基礎工事用）の作業に関する装置の構造、取扱い及び作業方法に関する知識（3時間）
    3. 小型車両系建設機械（基礎工事用）の運転に必要な一般的事項に関する知識（1時間）
    4. 関係法令（1時間）

  - 実技
    1. 小型車両系建設機械（基礎工事用）の走行の操作（3時間）
    2. 小型車両系建設機械（基礎工事用）の作業のための装置の操作及び合図（3時間）
- 車両系建設機械（基礎工事用）作業装置の操作の業務に係る特別教育 
  - 学科
    1. 車両系建設機械（基礎工事用）の作業装置に関する知識（3時間）
    2. 車両系建設機械（基礎工事用）の作業装置の操作のために必要な一般的事項に関する知識（1時間）
    3. 関係法令（1時間）

  - 実技
    1. 車両系建設機械（基礎工事用）の作業装置の操作（3時間）
    2. 車両系建設機械（基礎工事用）の運転のための合図（1時間）
- 車両系建設機械（コンクリート打設用）作業装置の操作の業務に係る特別教育 
  - 学科
    1. 車両系建設機械（コンクリート打設用）の作業装置に関する知識（4時間）
    2. 車両系建設機械（コンクリート打設用）の作業装置の操作のために必要な一般的事項に関する知識（2時間）
    3. 関係法令（1時間）

  - 実技
    1. 車両系建設機械（コンクリート打設用）の作業装置の操作（4時間）
    2. 車両系建設機械（コンクリート打設用）の運転のための合図（1時間）